# Villa Antona Traversi
Villa Antona Traversi è una dimora neoclassica costruita dall'architetto Leopoldo Pollack, attraverso la trasformazione dell'antecedente monastero medievale intitolato a San Vittore e si trova nel comune di Meda (provincia di Monza e della Brianza). È di proprietà della famiglia Antona Traversi.

## Storia

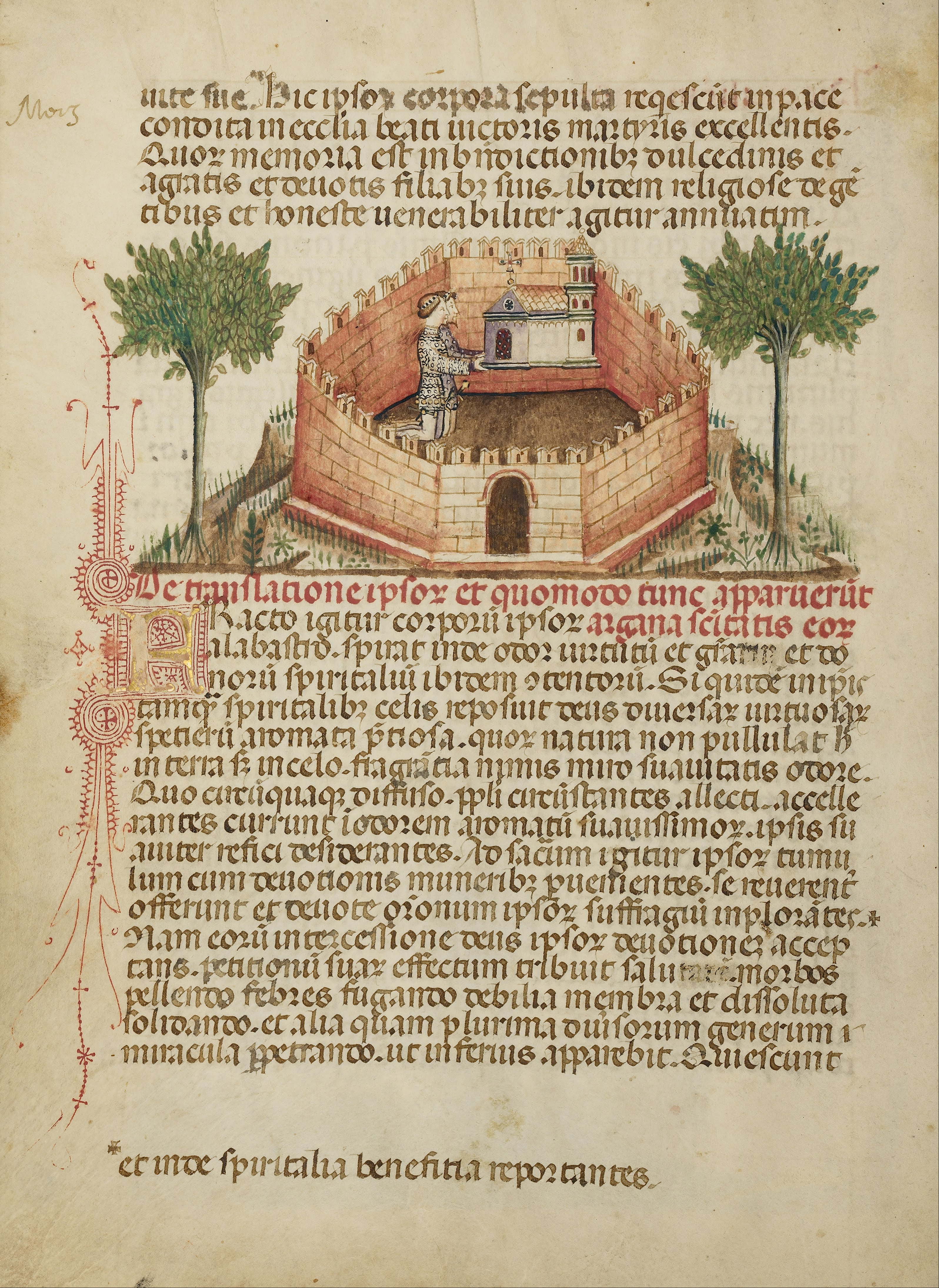
Aimo e Vermondo offerenti il monastero di san Vittore, Miniatura del XIII secolo, Getty Museum di Malibù.

### Fondazione del monastero di San Vittore
Il complesso di Villa Antona Traversi in Meda occupa quel rilievo collinare che domina l'Alto Milanese e che fu scelto quasi dodici secoli fa per fondarvi il Monastero di San Vittore, nell'830 circa.
Sulla fondazione del Monastero esiste una leggenda, testimoniata dal codice 509 conservato nella Biblioteca Trivulziana di Milano : Aimo e Vermondo, conti di Turbigo, del casato dei Manfredingi, durante una battuta di caccia in Brianza furono inseguiti dai cinghiali fino ad un luogo in cui sorgeva una chiesa in onore di San Vittore. Qui trovarono "due lauri di meravigliosa grandezza" su cui si arrampicarono cercando la salvezza. Poiché i cinghiali continuavano a minacciarli dai piedi degli arbusti, essi fecero voto: se si fossero salvati, avrebbero fondato un monastero dedicato a S. Vittore. La Vergine esaudì le loro preghiere e Aimo e Vermondo, in segno di ringraziamento, "fondarono in onore del santo e glorioso S. Vittore Martire, un nobile monastero di Sante monache seguenti la regola di S. Benedetto". 
Il Monastero è già esistente nell'anno 856: una pergamena attesta che in quell'anno la badessa Tagiperga effettua una permuta di terreni con Pietro, abate del monastero di S. Ambrogio a Milano 
Il Monastero nacque già ricco e con importanti diritti feudali su Meda, Cabiate, Novedrate e Cimnago.

### Medioevo
L'autorità del Monastero fu ribadita nel corso dei primi secoli, come attestano le cinque bolle papali e il diploma imperiale conservate nell'archivio . Nel 1194 il cenobio ospitò l'Imperatore Enrico VI con la sposa Costanza d'Altavilla, che sostarono a Meda durante il viaggio verso il Regno di Sicilia. Da documenti conservati nell'archivio del monastero si apprende che fino al 1252 la badessa di S. Vittore ebbe ad esercitare diritti di signoria. Il villaggio di Meda, sorto in origine come agglomerato di case alle dipendenze delle monache, venne fortificato e acquistò particolare importanza dopo l'anno Mille, quando divenne sede di un famoso mercato. Dalla fine dell'XI secolo e in coincidenza con il periodo delle lotte comunali, Meda cercò di ottenere l'affrancazione dalla signoria del monastero finché la badessa Maria da Besozzo, nell'anno 1252, rinunciò ai diritti feudali, firmando un atto di transazione con il comune e riconoscendone gli statuti, salvando però l'indipendenza del monastero e i suoi diritti ecclesiastici, in particolare il diritto di nomina del curato della chiesa di Santa Maria .

### Dai Visconti a Napoleone
Meda fu attratta nell'orbita milanese e subì le stesse dominazioni signorili prima (Visconti, Sforza) e straniere poi. Nel 1496 a Meda si svolse un incontro fra l'imperatore Massimiliano d'Asburgo ed il duca di Milano Ludovico il Moro, alla presenza dei legati dei principali Stati italiani dell'epoca . Dopo il periodo spagnolo, che per il cenobio significò crescita vocazionale e consolidamento economico, più travagliato fu il periodo asburgico, in particolare durante le politiche anticlericali di Giuseppe II d'Asburgo: il monastero non fu soppresso perché la Casa delle Educande, fino ad allora riservata alle novizie in vista della monacazione, venne trasformata in una scuola aperta alle fanciulle del paese. 
Dopo l'arrivo di Napoleone e la proclamazione della Repubblica Cisalpina il monastero femminile di S. Vittore il 29 maggio 1798 venne soppresso, le monache espulse e i beni venduti all'asta.

### Il monastero diventa villa

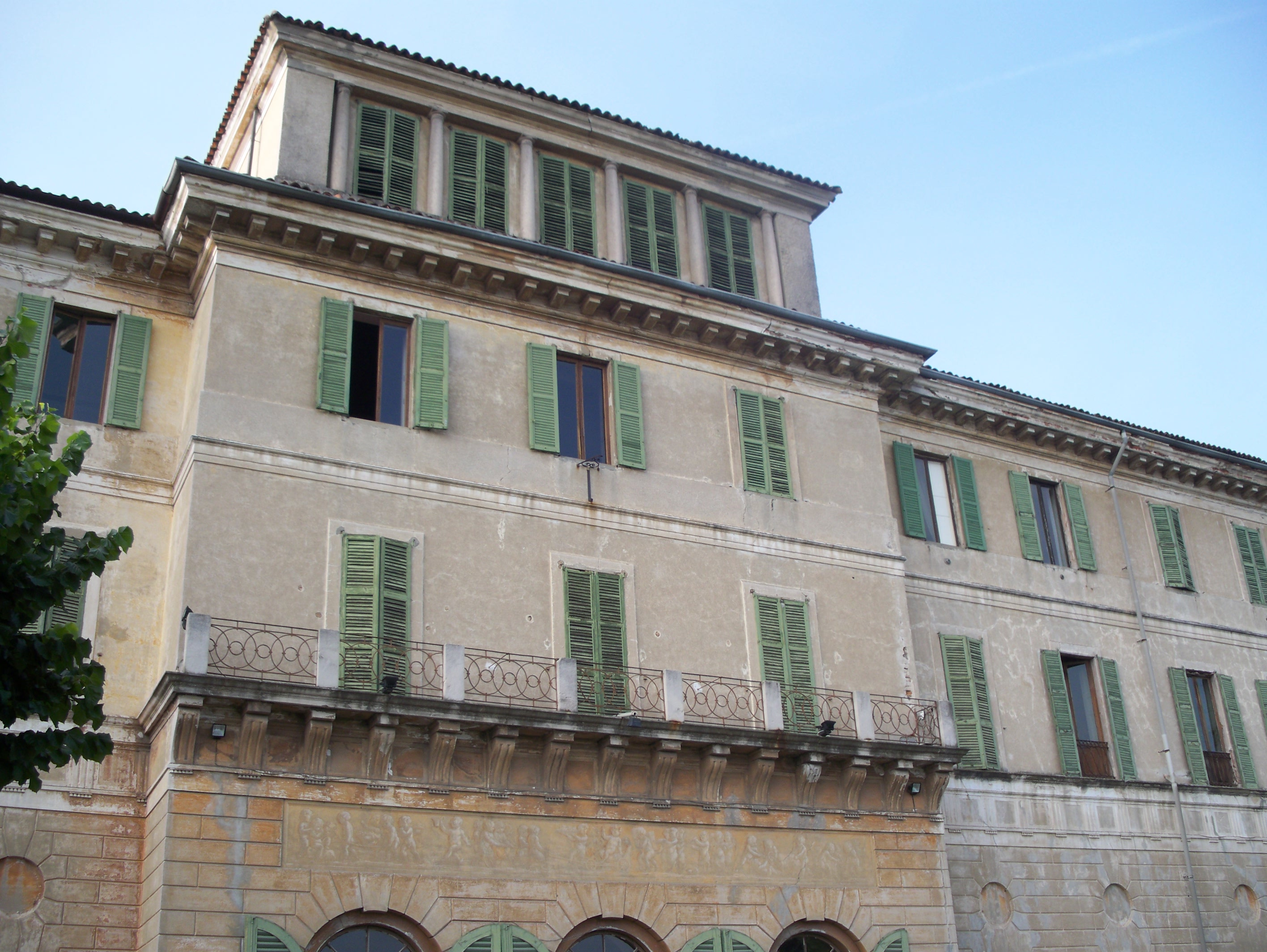
Facciata sul giardino

L'edificio monastico fu acquistato da Giovanni Giuseppe Maunier, commerciante di Marsiglia e fornitore dell’esercito francese, che commissionò la trasformazione in villa neoclassica all'architetto Leopoldo Pollack, il quale era a Meda in quel periodo come testimoniano le relazioni e i disegni da lui lasciati riguardo al crollo del campanile della chiesa. L'architetto era discepolo di Piermarini e fu già attivo a Milano nella costruzione della Villa Reale. Nel 1836 la villa venne ceduta dagli eredi del Maunier e acquistata da Giovanni Traversi, i cui discendenti, gli Antona Traversi, la conservano tuttora. 

## Descrizione
Oggi Villa Antona Traversi si presenta architettonicamente in forme neoclassiche e il medesimo gusto si ritrova nelle decorazioni di affresco degli interni, ma sono presenti ancora resti sopravvissuti dell'antico Monastero, in particolare la chiesa di S. Vittore del 1520. Pollack, incaricato dal Maunier, mantenne il chiostro del monastero, che funge attualmente da cortile interno della villa, chiudendone parzialmente le arcate. La parte in cui l'intervento dell'architetto è più evidente è la facciata e il giardino. Questo fu pensato come un grande emiciclo, o "rotonda", affacciata a sud-est sulla collina dalla quale si dominava un tempo il vigneto, oggi scomparso, ed il borgo di Meda. Su tale scenografico parterre fu edificata la lunga facciata, anch'essa caratterizzata da decorazioni essenziali e linee rigorose nello stile piermariniano. 
La parte della chiesa riservata alle monache, gemella rispetto alla chiesa riservata ai fedeli (l'attuale chiesa di san Vittore, che si è conservata intatta), fu divisa in due parti da un tramezzo per poter essere utilizzata come granaio: l'aula inferiore, che conserva parte degli affreschi tardorinascimentali, fu trasformata in Limonera. Nell'aula superiore, detta "Sala del Coro", gli affreschi, attribuiti a Bernardino Luini e alla sua scuola, sono meglio conservati. La decorazione pittorica la ricopre interamente. Sulla volta si dipana un fitto disegno a monocromo con motivi floreali e grottesche, secondo il tipico gusto tardorinascimentale, mentre sulle pareti sono presenti tondi con sante e martiri, ed al centro un Cristo benedicente di evidente derivazione leonardesca, affiancato da S. Pietro e S. Giovanni evangelista.
All'interno della villa, l'unico ambiente a conservare decorazioni dell'antico monastero, oltre all'ex chiesa, è la sala dell'archivio, detta Sala degli Angeli, che presenta la volta affrescata dai Fiammenghini. Sono invece perfettamente conservate le raffinate decorazioni neoclassiche del periodo napoleonico nell'ottagono e nella sala delle maschere, con una volta dipinta a finti cassettoni e motivi ornamentali di derivazione classica ispirati al teatro romano.